# Brownsville (Floryda)
Brownsville – jednostka osadnicza w Stanach Zjednoczonych, w stanie Floryda, w hrabstwie Miami-Dade.